# 中共中央北方局党校上北漳旧址
中共中央北方局党校上北漳旧址，位于山西省长治市武乡县蟠龙镇上北漳村，是一处山西省文物保护单位。
2021年8月4日，中共中央北方局党校上北漳旧址公布为第六批山西省文物保护单位，年代为1939年，近现代重要史迹及代表性建筑类，编号6-343。